# Tramvajski prijevoz u Rijeci
Tramvajski prijevoz u Rijeci je uveden 1899. godine. Prvi električni tramvaj provezao se središtem Rijeke 7. studenog 1899. godine, prvi električni tramvaj u Hrvatskoj. 

## Povijest
U 19. stoljeću prvi se javni prijevoz putnika odvijao kočijama i omnibusevima na konjsku vuču. 1892. godine Gradske vlasti su prihvatile ponudu baruna Lazzarinia za uvođenje električnog tramvaja. Nakon dugih pregovora, 1896. sklopljen je Ugovor o izgradnji i prometu električnog tramvaja u gradu Rijeci s Anonimnim društvom za riječki električni tramvaj, koje je barun za tu svrhu osnovao. Koncesionarsko društvo, čiji je većinski vlasnik u međuvremenu postala Komercijalna banka iz Pešte, odobrila je izgradnju jednotračne pruge s nekoliko mimoilaznica. Tramvaj je krenuo 7. studenog 1899. od mosta na Rječini duž Fiumare prema zadnjoj stanici Pioppi. Dužina trase bila je nešto više od 4 km. To je bio prvi električni tramvaj na području današnje Hrvatske.
Tramvajska pruga se 1907. godine produžuje od mosta na Rječini do Školjića, te od stanice Pioppi (kod tvornice Torpedo) do brodogradilišta Danubius (današnji 3. maj).
Nagli razvoj grada Rijeke i njegove okolice diktirao je brži, moderniji i kvalitetniji prijevoz te je 1951. godine u gradsku prometnu komunikaciju uključen trolejbus. U lipnju 1952. godine ukinut je u potpunosti tramvajski prijevoz.

## Poveznice
- Autotrolej

## Galerija
- Tramvaj u Rijeci
- Tramvajska mimoilaznica
- Reljef na Spomen obilježju povodom 105. godišnjice organiziranog javnog prijevoza u Rijeci